# Julio Le Parc
Julio Le Parc (Mendoza, 23 settembre 1928) è uno scultore e pittore argentino.

## La vita
Nel 1942 si trasferì, insieme alla famiglia, a Buenos Aires. Nel 1943 si iscrisse alla Scuola Nazionale di Belle Arti Prilidiano Pueyrredón, per abbandonarla già l'anno seguente. Poté, nel frattempo, osservare i murales che Antonio Berni, Juan Carlos Castagnino, Manuel Colmeiro Guimarás, Lino Enea Spilimbergo e Demetrio Urruchúa realizzavano per le Gallerie Pacífico, nel centro della città. La collocazione stessa dei murales, il loro forte grado di esposizione, lo fecero riflettere sull'importanza e il ruolo del fruitore dell'arte.
Riprese a studiare belle arti nel 1955. In questa seconda tappa formativa, divenne presidente del Centro Studenti di Arti Plastiche e membro del Consiglio Direttivo della Scuola Nazionale di Belle Arti. Nel 1957 avvia la realizzazione di una pittura di tendenza astrattizante. Nel 1958 vince una borsa offerta dal governo francese e va a vivere a Parigi, dove, nel 1960 fonda el GRAV (Groupe de Recherche d'Art Visuel). Nello stesso periodo, entra a far parte del gruppo Nuova Tendenza.
Nel 1966 realizzò la sua prima esposizione privata (alla Howard Wise Gallery, New York). Pochi mesi dopo, lo stesso anno, ottenne il primo premio alla Biennale di Venezia. Nel 1967 espose una delle sue principali opere (Desplazamientos, "Spiazzamenti") all'Istituto Di Tella di Buenos Aires e partecipò con successo all'esposizione Luz y Movimiento ("Luce e Movimento"), realizzata dal Museo di Arte Moderna di Parigi. Nel maggio del 1968 partecipò ai cosiddetti "atelier delle persone", finché non venne espulso dalla Francia. Le proteste di artisti e intellettuali fecero in modo che, cinque mesi dopo, ottenesse il permesso di ritornare a Parigi.
La prima retrospettiva delle sue opere fu realizzata a Düsseldorf, verso la metà del 1972. Nel 1978, la BBC produsse un documentario sulla sua vita e la sua opera. Nel 1987, ottenne il primo premio alla Biennale di Cuenca (Ecuador).

## L'opera
Le Parc, nella sua opera, fa largo utilizzo di elementi plastici che sorprendano e che suggestionino lo sguardo del fruitore, in modo da avvolgere quest'ultimo in una sorta di involucro. A questo scopo Le Parc ricorre a illuminazioni artificiali, riflessi e materiali in movimento ed altri effetti spettacolari: bande meccaniche mosse da dispositivi nascosti, il fluire di liquidi fosforescenti, fili di nylon. Le sue sculture sono, in certi casi, genuine installazioni che avvolgono lo spettatore.
Fin dagli anni sessanta, Le Parc appare vicino tanto alla cosiddetta Op art quanto all'arte cinetica e all'arte concettuale, per quanto il suo sperimentalismo tenti di trascendere anche questi movimenti.
Nel 1969, dopo la dissoluzione del GRAV e la partecipazione all'esposizione intitolata Otto artisti cinetici, Le Parc tornò alla pittura, lavorando con una gamma di quattordici colori rigidamente definiti. Dopo il 2000, è ritornato sporadicamente al proprio paese, per realizzare nuove opere d'arte: verso la fine del 2006, installa un sistema ottico alle Gallerie Pacífico,  sistema che permette un gioco di riflessi e una corretta illuminazione dei murales esistenti nella galleria.
Nel 2004 realizza con Yvonne Argenterio all'officina di Elettrofiamma, in Italia, una serie di sculture (torsioni) presentate, nell'evento "verso la luce", nel Castello di Boldeniga (Brescia); è sempre visibile nel giardino del castello la scultura monumentale "Verso la Luce".

## Principali opere
- Luz continua (1960-67)
- La inestabilidad (1964)
- El Movimiento (1964)
- Formas en Contorsión (1966)
- Desplazamientos (1966-67)
- Arte eléctrico (1973)
- Imágenes-mensaje de América Latina (1978)
- Desplazamientos (2003), scultura-installazione ubicata nel Centro Culturale Generale San Martín di Buenos Aires
- Verso la Luce (2004), scultura monumentale permanente nel giardino del Castello di Boldeniga (Italia)
- Intervención cinética (opera iniziata nel 2006, ubicata nelle Gallerie Pacífico di Buenos Aires)